# Lycée de Kpando
Le Lycée de Kpando (Kpando Secondary School ou Kpando Senior High School) est une institution scolaire de deuxième cycle mixte dans le district municipal Kpando de la Région de la Volta du Ghana. Il est l'une des trois écoles de deuxième cycle du canton de Kpando et un des lycées de la municipalité de Kpando ainsi que de la Région de la Volta. 
Il gère tous les cours de lycée approuvés par le Ghana Education Service. Il s'est classé en 2016 38e au classement WAEC.   

## Éducation
L'école secondaire de Kpando, communément appelée « Kpasec » le 29 juin 2019, est devenue le premier lycée de la région de la Volta à atteindre le stade des quarts de finale du quiz national de sciences et mathématiques 2019. Ils ont battu les prétendants Kumasi High School et Aburi Girls 'Shs dans le seizième concours One-Eighth.  

## Anciens élèves notables
- Emmanuel Yao Adzator - ancien directeur général des services pénitentiaires du Ghana[2]
- Joseph Amenowode (en), homme politique et universitaire ghanéen.